# Eusèbe de Vannes
Eusèbe (Eusebius en latin) est un roi semi-légendaire dont l'origine semble être le personnage sans doute d'origine gallo-romaine d'après son nom et celui, latino-grec, de sa fille, dont l’« histoire » est rapportée par la vie de saint Melaine, évêque de Rennes. Qualifié de « Rex Venetensis », Eusèbe gouverne Vannes et sa région entre la fin du Ve et la première moitié du VIe siècle

## Biographie
La Vie de saint Melaine et le Pouillé de Rennes raconte que vers 490, le « roi » Eusèbe vint de Vannes à Comblessac réprimer avec cruauté une rébellion d'habitants qui refusaient de reconnaitre sa domination. Le roi, qui campait alors au camp de Marsac « Veniens predictus rex (Eusebius) de Venetensi civitate cum suo exercitu, pervenit ad parochiam que vocatur Cambliciacus, ubi castrum situm est qui vocatur Marciacus, ibique, nobis incertum cur, forte iratus, multorum hominum oculos erui jussit et manus evelli », fut en proie à d'horribles souffrances que ne purent calmer ses médecins, et, trois jours après, la princesse Aspasie, fille du roi, fut elle-même tourmentée. Eusèbe entendit parler de la sainteté de Melaine, évêque de Rennes, qui se trouvait alors à Brain. Le roi le fit quérir et lui prépara un logement en un lieu nommé Primeville. Le saint vint au chevet du roi en compagnie de quelques moines de son monastère. Eusèbe se repentit pour ses crimes et lui ainsi que sa fille furent guéris par Melaine. La princesse, reconnaissante, demanda à son père de faire don au saint évêque de tout ou partie de Comblessac. Ce qu'Eusèbe accorda volontiers, donnant au saint cette paroisse tout entière. Saint Melaine l'accepta pour ses religieux

### Légende
Chez Dom Morice, Eusebius devient le petit-fils d'Erich, roi d'Armorique, et règne en tant que sixième roi légendaire des bretons d'Armorique entre 472 à 490. Son royaume aurait été composé du Vannetais, du Rennais, du Nantais et du Pays d'Aleth (marche franco-bretonne).

### Descendance
- Sainte Aspasie fille du roi Eusèbe et de son épouse sainte Landouenne

## Sources
- A. Angot, Deux vies rythmées de saint Melaine à l'usage de l'église de Laval, Mamers, G. Fleury et A. Dangin,1893, 14 p. [tiré-à-part de la Revue historique et archéologique du Maine, t. XXXVI (1894).]
- Jean Baptiste F. Delaporte,Recherches sur la Bretagne, Tome Premier, 1819